# Heptasteornis andrewsi
L'eptasteornite (Heptasteornis andrewsi) è un dinosauro saurischio, probabilmente appartenente agli alvarezsauridi. Visse nel Cretaceo superiore (Maastrichtiano, circa 70 milioni di anni fa) e i suoi resti sono stati ritrovati in Romania. Inizialmente venne ritenuto un gufo gigante.

## Scoperta e classificazione
L'unico resto noto di questo animale è un tibiotarso incompleto, ritrovato nel bacino di Hațeg in Romania. Originariamente era stato attribuito a un altro genere enigmatico conosciuto per resti frammentari, Elopteryx, ma nel 1975 Harrison e Walker ridescrissero i resti e pervennero alla conclusione che il tibiotarso apparteneva a un genere distinto di grandi uccelli predatori del Cretaceo, Heptasteornis. Insieme a un altro presunto uccello fossile del Cretaceo rumeno, Bradycneme, i resti di Heptasteornis furono la base per la creazione della famiglia Bradycnemidae, che secondo i due studiosi includeva antichi rappresentanti di gufi del Mesozoico. 
Solo in seguito, la ridescrizione del materiale portò alla conclusione che tutti i resti attribuiti a Elopteryx, Heptasteornis e Bradycneme appartenevano a dinosauri teropodi, probabilmente celurosauri. In particolare, secondo Darren Naish i resti di Heptasteornis potrebbero rappresentare un membro degli alvarezsauridi, un gruppo di insoliti teropodi dotati di corte ma robustissime zampe anteriori. 

## Significato del nome
Il nome Heptasteornis significa "uccello delle sette città", dal greco (h)epta (επτά) "sette" + asty (άστυ) "città" + ornis (όρνις) "uccello"; il latino septum urbium o il tedesco Siebenbürgen - che significano appunto "sette città" o "sette castelli" - erano nomi comuni con cui si designava la regione della Transilvania, dove sono stati ritrovati i fossili.